# NGC 238
NGC 238 (ook wel PGC 2595, ESO 194-31, FAIR 663 of AM 0041-502) is een balkspiraalstelsel in het sterrenbeeld Phoenix. NGC 238 staat op ongeveer 365 miljoen lichtjaar van de Aarde.
NGC 238 werd op 2 oktober 1834 ontdekt door de Britse astronoom John Herschel.